# Ariidae
Famille
Les Ariidés (Ariidae) sont une famille de poissons-chats marins appartenant à l'ordre des Siluriformes.

## Liste des genres
Selon World Register of Marine Species (29 octobre 2017) :
- sous-famille Ariinae Bleeker, 1858
  - genre Amissidens Kailola, 2004
  - genre Amphiarius Marceniuk & Menezes, 2007
  - genre Arius Valenciennes, 1840
  - genre Aspistor Jordan & Evermann, 1898
  - genre Batrachocephalus Bleeker, 1846
  - genre Brustiarius Herre, 1935
  - genre Carlarius Marceniuk & Menezes, 2007
  - genre Cathorops Jordan & Gilbert, 1883
  - genre Cephalocassis Bleeker, 1857
  - genre Cinetodus Ogilby, 1898
  - genre Cochlefelis Whitley, 1941
  - genre Cryptarius Kailola, 2004
  - genre Genidens Castelnau, 1855
  - genre Hemiarius Bleeker, 1862
  - genre Hexanematichthys Bleeker, 1858
  - genre Ketengus Bleeker, 1847
  - genre Nedystoma Ogilby, 1898
  - genre Nemapteryx Ogilby, 1908
  - genre Neoarius Castelnau, 1878
  - genre Netuma Bleeker, 1858
  - genre Notarius Gill, 1863
  - genre Occidentarius Betancur-R. & Acero P., 2007
  - genre Osteogeneiosus Bleeker, 1846
  - genre Pachyula Ogilby, 1898
  - genre Plicofollis Kailola, 2004
  - genre Potamarius Hubbs & Miller, 1960
  - genre Potamosilurus Marceniuk & Menezes, 2007
  - genre Sciades Müller & Troschel, 1849
- sous-famille Bagreinae Schultz, 1944
  - genre Bagre Cloquet, 1816
- sous-famille Galeichthyinae Acero & Betancur-R., 2007
  - genre Galeichthys Valenciennes, 1840